# ホセ・アントニオ・ウリャテ・ファボ
ホセ・アントニオ・ウリャテ・ファボ（José Antonio Ullate Fabo）は、スペインのジャーナリスト。カトリック系週刊誌Alfa y Omegaの編集長。別冊のFey Razónにもコーディネイターとして関わる。その他の雑誌や新聞にも寄稿している。
ダン・ブラウンの小説『ダ・ヴィンチ・コード』をカトリック信者の立場から批判した検証本Contro Il Codice Da Vinciは本国スペインのみならずイタリアでもベストセラーになった。

## 著書
- Contro Il Codice Da Vinci（2005年）

日本語訳書『「反」ダ・ヴィンチ・コード 嘘にまみれたベストセラー』目時能理子訳、早川書房、2006年
- La verdad sobre El Código da Vinci 2ed（2008年）